# Foreach
Foreach (de la palabra inglesa for each = para cada uno) es un bloque constructivo de los lenguajes de programación para recorrer los elementos de una colección. Foreach se utiliza por lo general en lugar de una norma para la declaración. A diferencia de otras construcciones de bucle, los bucles foreach por lo general no mantienen contra-indicación explícita, que esencialmente dice "haga esto a todo en este juego" en lugar de "hacer esto x veces." Esto evita posibles errores off-by-one y hace el código más fácil de leer. En lenguajes orientados a objetos un iterador, aunque implícito, a menudo se utiliza como medio de recorrido. Este bucle, implementado a partir de las versiones de PHP4, nos ayuda a recorrer los valores de un array, lo cual puede resultar muy útil por ejemplo para efectuar una lectura rápida del mismo. Recordemos que un array es una variable que guarda un conjunto de elementos (valores) catalogados por claves.
La sintaxis en pseudocódigo es la siguiente:
```
paraCada ELEMENTO de COLECCIÓN
hacer
   instrucciones
fin paraCada

```

Un ejemplo práctico es la lectura de un array, lo cual podría hacerse del siguiente modo:  
```
foreach
 
(
$array
 
as
 
$clave
=>
$valor
)

{
   
instrucción
 
1
;
  

 
instrucción
 
2
;
   

 
…
;

```

## Ejemplo en PHP
```
 

foreach
(
$conjunto
 
as
 
$variable
)

{

  
// operar con la variable;

}

```

## Ejemplo en Java
```
 

for
(
tipo
 
var
:
 
arreglo
)

{

  
// operar con la variable;

}

```

## Ejemplo en C#
```
foreach
(
tipo
 
variable
 
in
 
arreglo
)

{

  
//Procesos

  
//

}

```

## Ejemplo en LISP
```
(
dolist
 
(
exp
 
lista
)

	
;operaciones...

)

```